# Charbuy
Charbuy é uma comuna francesa na região administrativa de Borgonha-Franco-Condado, no departamento de Yonne. Estende-se por uma área de 23,22 km². Em 2010 a comuna tinha 1 907 habitantes (densidade: 82,1 hab./km²).